# آيت اخليفة (أغبالو أقرار)
آيت اخليفة هي إحدى مشيخات المملكة المغربية، تتبع جغرافيا لإقليم صفرو وإداريًا لأغبالو أقرار. يقدر عدد سكانها بـ 1652 نسمة حسب الإحصاء الرسمي للسكان والسكنى لسنة 2004.